# Trymatococcus
Trymatococcus, biljni rod iz porodice dudovki smješten u tribus Dorstenieae. Postoje dvije priznate vrste drveća koje su raširene po tropskoj Južnoj Americi.

## Vrste
1. Trymatococcus amazonicus Poepp. & Endl.
2. Trymatococcus oligandrus (Benoist) Lanj.